# Бойл, Ричард, 9-й граф Корк
Ричард Эдмунд Сент-Лоуренс Бойл, 9-й граф Корк и Оррери (англ. Richard Edmund St Lawrence Boyle, 9th Earl of Cork and Orrery; 19 апреля 1829-22 июня 1904 гг.) — британский аристократ, придворный и либеральный политик. За время своей министерской карьеры, продолжавшейся с 1866 по 1895 года, он трижды был мастером гончих и дважды мастером конюшим. С 1834 по 1856 года он носил титул виконта Дангарвана.
Полная титулатура: 9-й виконт Бойл из Киналмики в графстве Корк (с 29 июня 1856), 9-й граф Корк (с 29 июня 1856), 9-й граф Оррери (с 29 июня 1856), 9-й лорд Бойл (барон из Бронгхилла) (с 29 июня 1856), 9-й лорд Бойл (барон из Йола) в графстве Корк (с 29 июня 1856), 6-й барон Бойл из Марстона в графстве Сомерсет (с 29 июня 1856), 10-й виконт Дангарван в графстве Уотерфорд (с 29 июня 1856).

## Предыстория и образование
Ричард Бойл родился 19 апреля 1829 года в Дублине, графство Дублин, Ирландия. Старший сын Чарльза Бойла, виконта Дангарвана (1800—1834), от его жены леди Кэтрин Сент-Лоуренс (? — 1879), дочери Уильяма Сент-Лоуренса, 2-го графа Хаута. Он был внуком и наследником Эдмунда Бойля, 8-го графа Корка. Он получил образование в Итоне и Крайст-Черче, Оксфорд. Он стал известен под титулом виконта Дангарвана после ранней смерти своего отца в 1834 году. Он был членом клубов Брукса и Уайта. 20 июля 1850 года он был назначен капитаном в британском кавалерийском полку Северосомерсетских йоменов.

## Политическая карьера
Лорд Дангарван был избран членом Палаты общин от Фрома на дополнительных выборах в 1854 году, и это место он занимал до 1856 года, когда он сменил своего деда в качестве графа и вошёл в Палату лордов. В 1860 году он был произведён в рыцари Ордена Святого Патрика. Ричард стал членом английского правительства в январе 1866 года, когда он был назначен мастером гончих при премьер-министре лорде Расселе, должность, которую он занимал до падения администрации в июле 1866 года. В мае того же года Ричард Бойл был включён в состав Тайного совета Великобритании. Он снова был мастером гончих в правительстве под руководством Уильяма Эварта Гладстона в 1868—1874, 1880—1885 годах. В 1882 году Ричард Бойл был назначен одним из спикеров палаты лордов. Когда Уильям Гладстон стал премьер-министром в третий раз в феврале 1886 года, граф Корк был назначен конюшим. Однако правительство пало в июле того же 1886 года. Ричард Бойл не служил в четвёртой администрации Гладстона с 1892 по 1894 год, но когда лорд Розбери был назначен новым премьер-министром в марте 1894 года, граф Корк был снова назначен конюшим. Либеральное правительство подало в отставку в июне следующего 1895 года.
Лорд Корк также был лордом-лейтенантом Сомерсета в 1864—1904 годах, адъютантом королевы Виктории в 1889—1899 годах и полковником Северного Сомерсета Йоманри.

## Поместья
По данным Джона Бейтмана, который черпал свои сведения из статистики, опубликованной в 1873 году, лорд Корк из Марстона-хауса во Фруме владел 3,398 га в графстве Сомерсет (стоимостью 5,094 гиней в год), 20,195 акров в графстве Корк (стоимостью 6,943 гиней в год), 11,531 акров в графстве Керри (стоимостью 2,447 гиней в год), и 3,189 соток в Лимерике (стоимостью 2,859 гиней в год).

## Семья
20 июля 1853 года лорд Корк женился на леди Эмили Шарлотте де Бург (19 октября 1828 — 10 октября 1912), второй дочери Улика де Бурга, 1-го маркиза Кланрикарда (1802—1874), и достопочтенной Харриет Каннинг (1804—1876). У них было семеро детей:
- Леди Эмили Харриет Кэтрин Бойл[14] (ок. 1855 — 28 июля 1931), в 1885 году вышла замуж за Джеймса Дейлисона Александера (1846—1914), четверо детей
- Леди Грейс Элизабет Бойл (1858 — 23 мая 1935), в 1878 году вышла замуж за достопочтенного Генри Фрэнсиса Бэринга (1850—1915), трое детей
- Леди Онора Джанет Бойл (ок. 1859 — 11 марта 1953), с 1875 года замужем за Робертом Киркманом Ходжсоном (1850—1924), бездетна
- Леди Изабель Леттис Теодосия Бойл (ок. 1859 — 6 апреля 1904), в 1889 году вышла замуж за Джеймса Уокера Ларнаха (? — 1919), одна дочь
- Леди Дороти Бланш Бойл (ок. 1860 — 7 июня 1938), в 1878 году вышла замуж за Уолтера Лонга, 1-го виконта Лонга (1854—1924), пять детей
- Чарльз Спенсер Бойл, 10-й граф Корк (24 ноября 1861 — 25 марта 1925), в 1918 году женился на Миссис Розали Грей, урождённой де Вильерс (? — 1930), бездетен.
- Роберт Джон Ласселлс Бойл, 11-й граф Корк (8 ноября 1864 — 13 октября 1934), в 1890 году женился на Джозефине Кэтрин Хейл (? — 1953) из Сан-Франциско, бездетен.

Лорд Корк скончался на Беркли-сквер, Мейфэр, Лондон, в июне 1904 года, в возрасте 75 лет. Его титулы унаследовал его старший сын Чарльз Бойл. Графиня Корк умерла в октябре 1912 года в возрасте 83 лет.